# Discolaimus similis
Discolaimus similis är en rundmaskart. Discolaimus similis ingår i släktet Discolaimus och familjen Dorylaimidae. Inga underarter finns listade i Catalogue of Life.